# 松本日之春
松本 日之春（まつもと ひのはる、1945年11月3日 - 2023年3月2日）は日本の作曲家。父は作曲家の松本民之助。弟は作曲家の松本清。

## 略歴
- 1968年東京藝術大学音楽学部作曲家卒業[2]。
- 1968年毎日音楽コンクール入賞[2]。
- 1969年エリザベート国際音楽コンクール入賞[2]。
- 1970年東京藝術大学大学院作曲科卒業[2][3]。池内友次郎、三善晃、島岡譲の各氏に師事[2]。
- 同年、フランス政府給費留学生として渡仏、パリ音楽院に入学。アンドレ・ジョリヴェ、イヴォ・マレク、ミシェル・フィリポーの各氏に師事。
- 1975年パリ音楽院作曲科および電子音楽科をそれぞれ首席で卒業[2][3]。
- フェリス女学院大学音楽学部教授。京都市立芸術大学音楽学部音楽学科および大学院音楽研究科作曲専攻教授[3][4]。茨城大学特任教授。
- 弟子に酒井健治、山根明季子[5][6]など。
- 2023年3月2日急逝[1]。

## 主な作品

### 管弦楽作品
- 《レ・レオニード》
  - 民音現代音楽祭オーケストラ委嘱作品。
- 《フェスタ》
  - 京都市立芸術大学オーケストラのための作品。
- 《むかしむかし…》
  - 京都市立芸術大学オーケストラのための作品。
- 《夢のまた夢》
  - 京都市立芸術大学オーケストラのための作品。
- 《いにしえの夢のほとりにて》
  - 京都市交響楽団委嘱作品。

### 舞台作品
- 室内オペラ《幸福の王子》
  - 「20世紀の吟遊詩人」自主製作オペラ。オスカー・ワイルドに基づく。

### ピアノ曲
- 《逝く夏に》（1996年）

### 合唱曲
- カンタータ《デメテルとペルセポネ》
  - ギリシャ神話の「ペルセポネ」のストーリーに基づく。
- 《レクイエム・ルネッサンス》（2011年）
  - 東日本大震災の犠牲者の追悼作品。ヴォカリーズの合唱と弦楽合奏のための。
- 《復活のパッサカリア》（2012年）
  - ヴォカリーズの合唱と管弦楽のための。

### 歌曲・声楽曲
- 《ソプラノのための五つの歌》（1996年）
  - 詩：新藤涼子
- 《あなたに》（1996年）
  - 詩：高野喜久雄
- 《雪の日に》（1996年）
  - 詩：吉野弘
- 《音を支える》（1997年）